# Ч
Ч هو حرف من حروف الأبجدية السيريلية. يقابل هذا الحرف بالعربية الحرف چ أو تش مثل كلمة تشمل.في الروسية هنالك بضعة كلمات قد يظهر فيها الحرف بصورة ش.
عند استخدام النظام الروماني لهذا الحرف يظهر بالشكل <Ch> بالإنجليزية، <Tch> بالفرنسية. أما في الأبجدية الصوتية فهو يظر بالشكل <č>.